# Пахар (Брасовський район)
Па́хар (рос. Пахарь) — селище у Брасовському районі Брянської області Росії. Входить до складу муніципального утворення Сниткінське сільське поселення.
Розташоване на південно-східній околиці села Кропотово. Постійне населення з 2007 року відсутнє.

## Історія
Засноване близько 1930 року. До 1961 року входило до Кропотовської сільради.

## Населення
Постійне населення з 2007 року відсутнє.
У минулому чисельність мешканців була такою:
| Роки      | 1979 | 1989 | 2002 | 2010 |
| --------- | ---- | ---- | ---- | ---- |
| Населення | 39   | 10   | 2    | 0    |